# Pseudechis guttatus
Espèce
Synonymes
- Pseudechis mortonensis De Vis, 1911

Pseudechis guttatus est une espèce de serpents de la famille des Elapidae. 

## Répartition
Cette espèce est endémique d'Australie. Elle se rencontre en Queensland et en Nouvelle-Galles du Sud.

## Publication originale
- De Vis, 1905 : A new genus of lizard. Annals of the Queensland Museum, vol. 6, p. 46-52.